# GSC1871-1702
GSC1871-1702 — хімічно пекулярна зоря спектрального класу A3, що має видиму зоряну величину в смузі V приблизно 10,8.